# Witschouderkapucijnaap
De witschouderkapucijnaap (Cebus capucinus) is een algemene Latijns-Amerikaanse apensoort, behorende tot het geslacht der kapucijnapen (Cebus). Hij wordt ook wel witkeelkapucijnaap of gewone kapucijnaap genoemd. De wetenschappelijke naam van de soort werd in 1758 als Simia capucinus gepubliceerd door Carl Linnaeus. De witschouderkapucijnaap is algemeen bekend als het aapje van de orgelman. Het is een vrij intelligente soort, die kan worden getraind tot assistent voor mensen met een dwarslaesie. Een bekende witschouderkapucijnaap is het aapje Jack in de Pirates of the Caribbean-films.

## Kenmerken
De witschouderkapucijnaap is een vrij kleine, slanke apensoort. Het gezicht, de keel, buik, schouders en voorarmen zijn roomkleurig tot wit, de rug, achterzijde van het hoofd en de uiterste delen van de ledematen zijn zwart. De haren op de kruin en het voorhoofd vormen bij oudere dieren soms een kuif. Mannetjes zijn groter dan vrouwtjes. Het vrouwtje wordt 32 tot 40,5 centimeter lang en 2,6 tot 4,1 kilogram zwaar, het mannetje 33 tot 46 centimeter lang en 3,2 tot 5,5 kilogram zwaar. De staart is bij vrouwtjes 42 tot 45,5 centimeter lang, bij mannetjes 40 tot 50 centimeter lang.

## Leefwijze
De witschouderkapucijnaap leeft in gemengde troepen van drie tot dertig dieren (soms tot veertig), geleid door het sterkste mannetje. Het is een dagdier. 's Nachts verblijft de witschouderkapucijnaap in een holle boom.
Hij eet insecten, vruchten, noten, bladeren, bloemen, eieren en kleine gewervelde dieren als vogeltjes. Noten die de kapucijnaap niet open kan krijgen met zijn gebit, breekt hij open met werktuigen. De noot wordt gelegd op een grote, platte steen, waarna de kapucijnaap er op slaat met een andere zware steen, totdat de noot openbreekt. In Costa Rica zijn kapucijnaapjes aangetroffen die zich insmeerden met planten van de geslachten Clematis, Citrus, Piper en Sloanea, waarschijnlijk om gebruik te maken van de insectenafwerende en medicinale effecten van deze planten.
Van één populatie op het eiland Jicarón in Panama is bekend dat de mannetjes stenen als werktuigen gebruiken, in tegenstelling tot nabije populaties.

## Voortplanting
De witschouderkapucijnaap heeft waarschijnlijk geen vast paarseizoen. Op Barro Colorado, een eiland in het Panamakanaal, worden de meeste jongen echter geboren in het droge seizoen of vroeg in het regenseizoen. Na een draagtijd van 180 dagen worden één à twee jongen geboren. Het vrouwtje draagt de jongen op haar rug. Vrouwtjes zijn volgroeid en geslachtsrijp na vier jaar, mannetjes na acht jaar. De witschouderkapucijnaap kan vrij oud worden. Een dier is in gevangenschap ongeveer 55 jaar oud geworden.

## Verspreiding
De witschouderkapucijnaap komt voor van Belize en Honduras in Midden-Amerika via Nicaragua, Costa Rica en Panama tot in Zuid-Amerika, waar hij leeft ten westen van de Andes, in Noord- en West-Colombia en Noordwest-Ecuador. Het is de enige kapucijnaap in Midden-Amerika. In de Andes leeft hij tot op 2100 meter hoogte. De witschouderkapucijnaap leeft in een grote  verscheidenheid aan bostypen, als droog bos, dicht regenwoud en boomplantages. In Costa Rica is de soort zelfs waargenomen in mangroves en gebieden met vrij weinig bomen.

## Ondersoorten
- Cebus capucinus capucinus – (Linnaeus, 1758) – Komt voor in westelijk Colombia, noordwestelijk Ecuador en in oostelijk Panama.
- Cebus capucinus curtus –  (Bangs, 1905) – Endemisch op Gorgona.
- Cebus capucinus imitator –  (Boquete, 1903) – Komt voor in Costa Rica, Honduras, Nicaragua en westelijk Panama.

Cebus capucinus imitator wordt door sommige auteurs als aparte soort gerekend. 